# Волковка (Харьковская область)
Волковка (укр. Вовківка) — село,
Волковский сельский совет,
Кегичёвский район,
Харьковская область, Украина.
Код КОАТУУ — 6323181001. Население по переписи 2001 года составляет 943 (451/492 м/ж) человека.
Является административным центром Вовковского сельского совета, в который, кроме того, входит село
Серго.

## Географическое положение
Село Волковка находится на левом берегу реки Можарка, выше по течению на расстоянии в 4 км расположено село Мажарка, на противоположном берегу расположено село Серго.
Река в этом месте пересыхает.
Через село протекает пересыхающий ручей с запрудами.

## История
- 1762 — дата основания.

## Экономика
- Молочно-товарная ферма.
- ООО «Надия», зерно, молоко.

## Объекты социальной сферы
- Школа.
- Клуб.

## Достопримечательности
- Братская могила советских воинов.